# August Lehr
August Lehr (ur. 26 lutego 1871 we Frankfurcie nad Menem, zm. 15 lipca 1921 w Ludwigslust) – niemiecki kolarz torowy, złoty medalista mistrzostw świata.

## Kariera
Największy sukces w karierze August Lehr osiągnął w 1894 roku, kiedy zdobył złoty medal w sprincie indywidualnym amatorów podczas mistrzostw świata w Antwerpii. W zawodach tych wyprzedził bezpośrednio Jaapa Edena z Holandii oraz Brytyjczyka Williama Broadbridge’a. Był to jednak jedyny medal wywalczony przez Lehra na międzynarodowej imprezie tej rangi. W tej samej konkurencji zdobył dwa tytuły mistrza kraju w swej koronnej konkurencji w 1893 i 1894 roku. W 1895 roku przeszedł na zawodowstwo i zdobył swój ostatni złoty medal mistrzostw Niemiec. Nigdy nie wystąpił na igrzyskach olimpijskich.